# 諸侯相
諸侯相（しょこうしょう）は、中国の前漢、後漢、三国時代における封建領主である諸侯王の領地を治めた宰相を指す歴史用語である。本来は単に相という。
「相」という字には元々、“百官の長”という意味があった。
前漢が成立した直後、各地の諸侯王は独自の官僚制度を持ち、漢は諸侯王の宰相として丞相または相国を任命していた。漢や他国との区別のため、諸侯王の相には「趙丞相」のように国名を付けて呼ぶことが多かった。
恵帝元年（紀元前194年）、諸侯王の相国が廃止され、相国は丞相に改められた（『史記』曹相国世家）。
諸侯王たちの反乱である呉楚七国の乱を経た景帝中5年（紀元前145年）、諸侯王の官僚制度が大幅に改められ、御史大夫や九卿の一部が廃止されると共に、丞相が相と改称された。
前漢では、当初は諸侯相は郡太守よりも高い地位にあり、秩石も郡太守より高い真二千石であった（『漢書』汲黯伝注）が、諸侯王の領地は分割や召し上げにより減少し、郡よりも小さくなっていった。そこで、元帝初元3年（紀元前47年）に諸侯相の位を郡太守の下とすることと定められた（『漢書』元帝紀）。さらに、成帝の綏和元年（紀元前8年）、諸侯王の内史が廃止され、相が郡の太守のように諸侯王国の民政を掌ることとされた。なお、『続漢書』百官志によれば、後漢においては秩石は郡太守と同じ二千石で職掌もほとんど変わらないものとなった。
また、列侯が封じられて侯国とされた県にも相が設置されていたが、その職掌は県の長官である令や長と変わりがなかった。
その後、三国時代の各政権においても同様の制度が継続したが、西晋武帝司馬炎の太康10年（289年）に諸侯王の相は内史と改称され、諸侯王の宰相としての相の名は消えた（『晋書』武帝紀）。